# تيكلي كيدان
تيكلي كيدان (من مواليد 30 أغسطس 1939) هو لاعب كرة قدم سابق. في أيامه الأولى ، لعب تيكلي (اللقب:تيكلي سيلكي) من بين أفضل لاعبي كرة القدم الدوليين الإثيوبيين مع منتخب إثيوبيا لكرة القدم.
من عام 1954 إلى عام 1955 ، في سن 15-16 عاما ، كان لاعبا في فريق الدرجة الثانية يسمى فريق جاجيريت لكرة القدم. ثم ، في السنوات من 1956 إلى 1970 لعب كمهاجم في الدرجة الأولى مع فريق الاتصالات لكرة القدم ، الذي فاز ببطولة الدوري الإثيوبي في أعوام 1958 و 1969 و 1970. شارك تيكلي كيدان خلال ذلك الوقت في تسجيل العديد من الأهداف الرائعة لفريقه.
كما لعب في المنتخب الوطني الإثيوبي  عندما فازت إثيوبيا بكأس الأمم الإفريقية الثالثة، بفوزها على مصر 4-2 بعد الوقت الإضافي. 
لعب تيكلي كيدان أيضا مع فريق أوميدلا في أديس أبابا لموسمين ، كما كان مدربا لفريق سراي لكرة القدم وفريق دهلك شو فكتوري لكرة القدم في أسمرة.